# Geografska fakulteta v Beogradu
Geografska fakulteta (izvirno srbsko Географски факултет у Београду), s sedežem v Beogradu, je fakulteta, ki je članica Univerze v Beogradu.